# Mark Burg

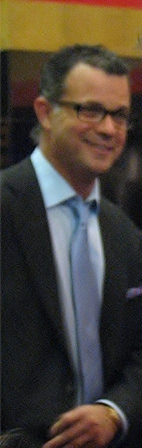
Mark Burg

Mark Burg (* in Hartsdale, New York) ist ein US-amerikanischer Fernseh- und Filmproduzent.

## Leben
Mark Burg war in den frühen 1990er Jahren Vorsitzender von Island Pictures und produzierte viele Filme, unter anderem 1991 Strictly Business in dem Halle Berry ihre erste Hauptrolle hatte. Im Jahr 1998 gründete Mark Burg zusammen mit Oren Koules die Firma Evolution Entertainment, welche TV-Filme und Serien produziert. Sechs Jahre später gründete er zusammen mit Koules und Gregg Hoffman die Produktionsfirma Twisted Pictures, die schließlich die Produktion der erfolgreichen Saw-Filmreihe übernahm. Für die Produktion von Saw erhielt Burg 2007 zusammen mit seinem Firmenpartner Koules den ShoWest Award in der Kategorie Exzellente Produktion.
Burg war mit der Schauspielerin Troy Beyer verheiratet.

## Filmografie (Auswahl)
- 1988: Annies Männer (Bull Durham)
- 1994: Airheads
- 1996: Eddie
- 1997: Beverly Hills Beauties (B*A*P*S)
- 1998: Gingerbread Man (The Gingerbread Man)
- 1998: Body Count – Flucht nach Miami (Body Count)
- 2000: Lockdown – Unschuldig im Knast (Lockdown)
- 2001: Good Advice – Guter Rat ist teuer (Good Advice)
- 2002: John Q – Verzweifelte Wut (John Q)
- 2003–2012: Two and a Half Men (Fernsehserie)
- 2004: Saw
- 2005: Saw II
- 2006: Saw III
- 2007: Dead Silence
- 2007: Saw IV
- 2008: Saw V
- 2008: Repo! The Genetic Opera
- 2009: Saw VI
- 2010: Saw 3D – Vollendung (Saw 3D)
- 2012–2014: Anger Management (Fernsehserie)
- 2017: Jigsaw
- 2019: American Skin
- 2021: Saw: Spiral (Spiral: From the Book of Saw)
- 2023: Saw X